# Isaac Babel
Isaac Emmanuilovici Babel, (în rusă Исаак Эммануилович Бабель; n. 13 iulie 1894, Odessa, Imperiul Rus – d. 27 ianuarie 1940, Moscova, RSFS Rusă, URSS) a fost un ziarist și scriitor rus.
Babel s-a născut într-o familie evreiască în Odesa, într-o perioadă de mari tulburări sociale și de exod masiv al evreilor din Imperiul Rus. Isaac Babel a supraviețuit pogromului din 1905 cu ajutorul vecinilor creștini care i-au ascuns familia, dar bunicul său, Șoil, a fost unul din cei aproximativ 300 de evrei uciși în timpul violențelor.()
Pentru a intra în clasa pregătitoare de la Școala Comercială Nicolae I din Odesa, Babel a trebuit să obțină rezultate care să-l plaseze între cei admiși în cota repartizată pentru elevii evrei (10% în interiorul regiunii vestice de colonizare, 5% în afara ei și 3% pentru Moscova și Petrograd). În ciuda notelor de trecere obținute, locul lui a fost dat altui băiat, ai cărui părinți au dat mită funcționarilor școlii. Babel a învățat un an la domiciliu și a parcurs materia a doi ani de studiu. În plus față de materiile obișnuite, Isaac a mai studiat Talmudul și muzica. Cultura sa generală a fost profund influențată de literatura franceză, în special de Gustave Flaubert și Guy de Maupassant, primele sale povestiri fiind scrise de altfel în limba franceză.
După o încercare nereușită să se înscrie la Universitatea din Odesa, fiind din nou respins din cauza cotei impuse pentru studenții evrei, Babel a fost admis la Institutul de Afaceri și Finanțe din Kiev. Aici a întâlnit-o pe Evghenia Gronfein, cea care avea să-i devină soție mai târziu. În 1915, Babel a absolvit cursurile institutului kievean și s-a mutat în Petrograd, în ciuda restricțiilor impuse evreilor care voiau să se așeze în Capitală. Aici l-a întâlnit pe faimosul deja scriitor Maxim Gorki, care i-a publicat mai multe schițe în revista lui literară Letopis' ("Летопись", Cronica). Gorki l-a sfătuit pe tânărul scriitor să se preocupe de câștigarea unei mai mari experiențe de viață, iar, mai târziu, Babel a scris în autobiografia sa: "... eu datorez totul acelei întâlniri și încă mai pronunț cu dragoste și admirație numele lui Alexei Maximovici (Gorki)." Una dintre cele mai faimoase nuvele, "Povestea cotețului meu pentru porumbei" ("История моей голубятни"), este dedicată lui Gorki. Povestirea "Fereastra camerei de baie" a fost considerată obscenă de cenzori, iar Babel a fost învinuit de încălcarea articolului 1001 al Codului Penal.
În următorii șapte ani, Babel a luptat în războiul civil, a lucrat pentru CEKA în funcția de traducător pentru serviciile de contraspionaj, a fost angajatul al Gubkom Odessa (comitetul regional al bolșevicilor), al Narkompros (Comisariatul Poporului pentru Învățământ), al unei tipografii, al unui ziar în funcția de corespondent în Petrograd și Tbilisi și a participat la campaniile de rechizițiile de alimente. S-a căsătorit cu Evghenia Gronfein în 1919 la Odesa.
În 1920, în timpul războiului civil, Babel a fost trimis ca atașat de presă pe lângă mareșalul Semion Budionnîi și armata sa de cavalerie. A fost martorul eșecului campaniei poloneze și a încercării de export a revoluției ruse în afara granițelor țării. Armata Roșie a străpuns liniile poloneze până în apropierea Varșoviei, dar bolșevicii au fost învinși până în cele din urmă, fiind obligați să încheie pacea de la Riga.
Babel a scris: "Numai prin 1923 am învățat să-mi exprim gândurile într-un fel clar și nu prea lung. Apoi m-am întors la scris." Mai multe povestiri, care mai târziu aveau să fie incluse în volumul Cavaleria Roșie, au fost publicate în faimoasa revistă LEF ("ЛЕФ") a lui Vladimir Maiakovski în 1924. Descrierea onestă a realităților brutale ale războiului, care nu se potriveau nici pe departe cu viziunea romantică a bolșevicilor asupra războiului, i-au adus numeroși dușmani, inclusiv pe mareșalul Budionîi, dar intervenția lui Gorki a salvat cartea, care a fost rapid tradusă în mai multe limbi după aceasta.
Reîntors în Odessa, Babel a început să scrie o serie de povestiri scurte inspirate din viața evreilor din ghetoul Moldovanka de dinaintea și după Revoluția din Octombrie. În aceeași perioadă, Babel s-a împrietenit cu Ilia Erenburg. În deceniul al treilea a continuat să scrie povestiri care s-au bucurat de un succes deosebit. În 1925, soția lui, Evghenia, a divorțat și a emigrat în Franța.
| |  |  |
| Scrisoarea din ianuarie 1940 către Salin a lui Beria în care era cerută permisiunea pentru executarea a 346 "inamici ai partidului comunist și ai puterii sovietice", care au condus"activități contrarevoluționare de dreapta, troțkiste de dreapta, de spionaj și comploturi". La numărul 12 pe listă se află numele lui Isaac Babel. Stalin a pus rezoluția: "за" (aprobat) și a semnat la sfârșitul listei ca secretar al biroului Politic. |  |  |

În 1930, Babel a călătorit prin Ucraina și a fost martor la brutalitățile colectivizărilor forțate. După ce Stalin și-a mărit presiunea exercitată asupra culturii sovietice în deceniul al patrulea, și în special după apariția realismului socialist, Babel s-a retras progresiv din viața publică. În timpul campaniei staliniste împotriva "formalismului" în artă, Babel a fost criticat pentru așa-zisul său "estetism" și pentru randamentul scăzut. La primul congres la Uniunii scriitorilor din Uniunea Sovietică din 1934, Babel remarca ca a devenit "maestrul unui nou gen literar, genul tăcerii."
După multe cereri pentru aprobarea efectuării unei călătorii în străinătate, el a primit permisiunea să-și viziteze familia din Franța. În 1935, cât timp se afla la Paris, a ținut o cuvântare antifascistă la Congresul Internațional al Scriitorilor. După reîntoarcerea în patrie, Babel a colaborat cu Serghei Eisenstein la filmul Lunca Bezhin și a scris mai apoi scenariile pentru alte filme sovietice.
După moartea lui Gorki din 1936, (considerată de mulți contemporani ca fiind suspectă), Babel nota: "Vor veni după mine acum." În mai 1939, Babel a fost arestat la casa sa de vacanța din Peredelkino, a fost și interogat la sediul NKVD din piața Lubianka pentru acuzația de spionaj. După obținerea unei mărturisiri forțate, Babel a fost judecat, găsit vinovat și, pe 27 ianuarie 1940, a fost împușcat în închisoarea Butîrka. Soția lui, Antonina Pirojkova, nu a știut nimic de soarta soțului ei timp de 15 ani.
Conform unei versiuni oficiale timpurii, Isaac Babel a murit într-un lagăr de muncă din Siberia pe 7 martie 1941. Manuscrisele și arhiva personală ale scriitorului au fost confiscate de NKVD și s-au pierdut.
Pe 23 decembrie 1954, la un an și jumătate după moartea lui Stalin, Isaac Babel a fost reabilitat în mod public oficial, iar acuzațiile aduse împotriva sa au fost retrase, acestea fiind considerate "lipsite de orice bază".